# 分至圈

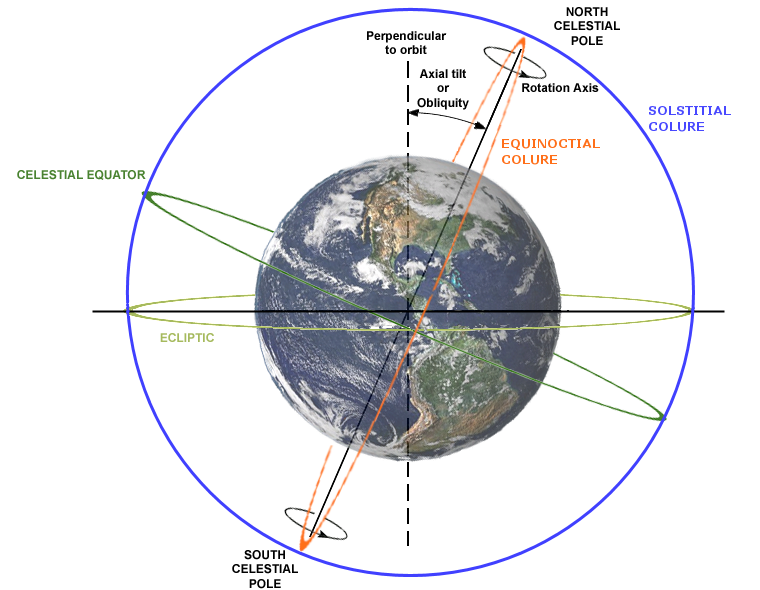
橘色 = 二分圈
藍色 = 二至圈

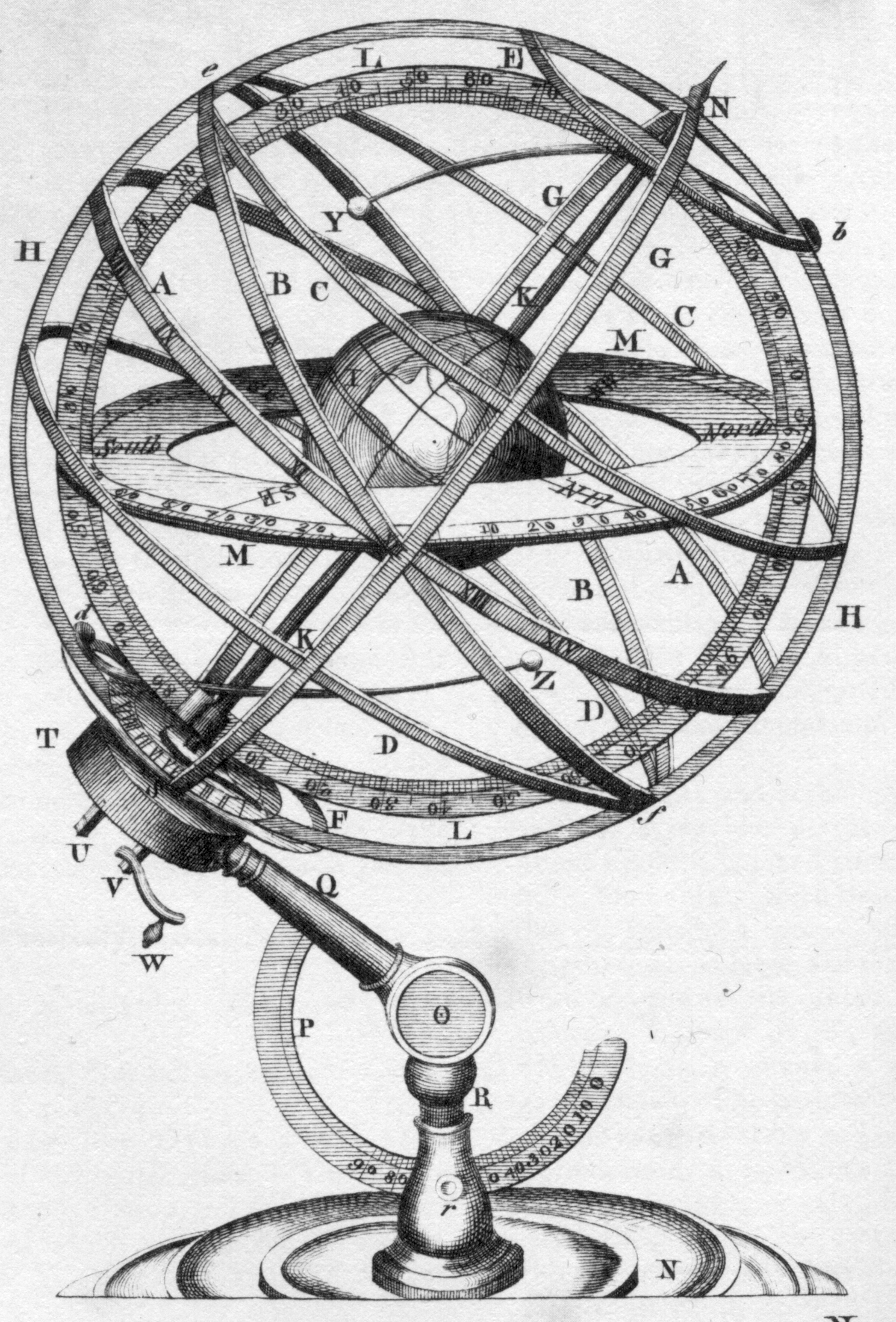
G = 二分圈
H = 二至圈

分至圈是天文學在天球上的兩條主要子午線。

## 二分圈
二分圈是在天球上的子午線，它通過天球的南北極和兩個分點：白羊宮第一點和天平宮第一點。

## 二至圈
二至圈是在天球上的子午線，它通過天球的南北極和兩個至點：巨蟹宮第一點和摩羯宮第一點。